# Gare de Mazamet
Gare de Mazamet vasútállomás Franciaországban, Mazamet településen.

## Vasútvonalak
Az állomást az alábbi vasútvonalak érintik:
- Castres-Bédarieux-vasútvonal

## Kapcsolódó állomások
A vasútállomáshoz az alábbi állomások vannak a legközelebb:
- Gare de Labruguière